# André Weil
Pour les articles homonymes, voir Weil.
André Weil, né le 6 mai 1906 à Paris et mort à Princeton (New Jersey, États-Unis) le 6 août 1998, est une des grandes figures parmi les mathématiciens du XXe siècle. 
Connu pour son travail fondamental en théorie des nombres et en géométrie algébrique, il est un des membres fondateurs du groupe Bourbaki. 
Il est le frère de la philosophe Simone Weil et père de l'écrivaine Sylvie Weil.

## Biographie

### Premières années

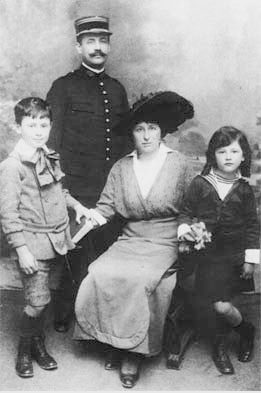
La famille Weil en 1916.

André Weil est le fils aîné d'une famille bourgeoise, unie, aisée et agnostique, d'origine juive alsacienne du côté de son père Bernard et juive russe du côté de sa mère Selma Reinherz. 
Les Weil ont fui l'annexion de l'Alsace-Lorraine par l'Allemagne en 1871, Selma Reinherz (Salomea) est née à Rostov-sur-le-Don. Contrairement à sa sœur Simone, de trois ans sa cadette, André jouit d'une santé de fer, à peine troublée par une crise d'appendicite et la rougeole. C'est à l'étage supérieur des tramways à impériale qu'André apprend à lire, en 1910, à l'âge de quatre ans. Mime — comme on surnomme sa mère, qui déteste son prénom, Selma — lui fait lire à voix haute les enseignes des magasins qu'ils aperçoivent depuis le tramway. Dès lors, il se transforme en lecteur omnivore, qui dévore tout ce qui lui tombe sous la main. 
Mime veut que ses enfants aient un avenir à la hauteur de leur talent et supervise avec zèle leur éducation. Après des mois de recherches, elle confie à une enseignante de dixième au lycée Montaigne le soin de donner des leçons particulières à André pendant plusieurs mois, avant qu'il n'entre au lycée. Weil assimile tout sur-le-champ. Dès sa première année de lycée, il est déjà en avance sur ses camarades et, à la fin de l'année, il est autorisé à sauter une classe et passer directement en huitième, mais pas dans la classe des élèves les plus brillants. Rapidement, sa mère demande au directeur, qui s'exécute, de transférer son fils dans la classe d'un niveau général supérieur. Le jeune André se retrouve sous la férule de Monsieur Monbeig, formidable professeur et pédagogue innovant. Ce dernier avait ainsi inventé une notation algébrique pour l'analyse grammaticale qu'il enseignait en cours. À l'exception d'un ballon, il n'y a aucun jouet chez les Weil. 
Quand il rentre de l'école, André se plonge dans ses livres en compagnie de sa sœur, qui l'accompagne partout et s'intéresse à tout ce qu'il fait. Sous sa protection et avec son aide, Simone devient plus vive, joyeuse et entreprenante. Animée par une soif intarissable de comprendre et de savoir, elle suit les pas de son frère qu'elle prend pour modèle. Mais au cours du fatidique été 1914, tout change. En mai, André et Simone contractent la rougeole et partent en convalescence à Jullouville (Manche). Là, André Weil s'immerge dans le livre de géométrie d'Émile Borel. 
À huit ans, il est déjà capable de résoudre les problèmes posés, auxquels il se consacre des heures durant sans distractions.

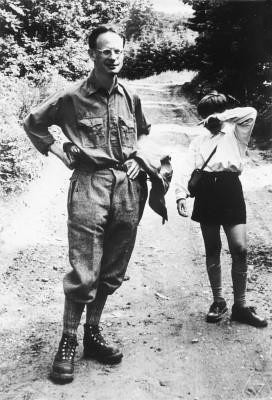
Andre Weil, en 1954.

Bernard Weil est chirurgien-militaire. Quand il est mobilisé lors de la Première Guerre mondiale, Mime décide que la famille l'accompagnera sur le lieu de son affectation. En août 1914, il est envoyé à proximité du front dans la Meuse, quelques semaines plus tard dans un hôpital à Neufchâteau, puis Menton et Mayenne d'avril 1915 à août 1916, l'Algérie, Chartres et Laval (Mayenne) d'octobre 1917 à janvier 1919. 
André fréquente le lycée de Laval. Hormis les cours qu'il reçoit par correspondance, sa formation au cours de ces années est principalement autodidacte.
À l'automne 1915, ses parents l'abonnent au Journal de mathématiques élémentaires, dont les meilleures solutions envoyées par les lecteurs sont publiées dans le numéro suivant. Le nom d'André Weil devient familier aux lecteurs de la publication.

### Années de formation
Quand la famille revient à Paris en janvier 1919, André ne retourne pas immédiatement au lycée, car ses parents craignent qu'il ne contracte la grippe espagnole. 
André et Simone reçoivent des leçons de grec dans la demeure familiale du boulevard Saint-Michel, accompagnées de cours de danse rythmique, de chant et de gymnastique, imposés par leur père toujours soucieux de la santé de ses enfants. 
En octobre 1919 enfin, il rentre au lycée Saint-Louis, considéré alors comme le meilleur lycée scientifique de France, où se distingue Monsieur Collin. Dans ses cours, Monsieur Collin encourage aussi bien l'esprit de rigueur que l'imagination créatrice. Cet enseignement est essentiel pour Weil, dont les connaissances et les méthodes sont assez lacunaires à cause de sa formation autodidacte, mais, cependant, ce qu'il apprécie le plus sont les critiques implacables de son professeur qui font de lui un mathématicien. 
À la fin du cursus d'enseignement secondaire, Weil se présente au baccalauréat, mais il n'est âgé alors que de treize ans et n'a pas l'âge minimum pour s'inscrire aux cours préparatoires[Quoi ?]. Au cours du troisième trimestre, monsieur Collin expose la situation du jeune homme à un inspecteur après avoir laissé son élève briller au tableau. Le ministère de l'Éducation accorde une dérogation au jeune Weil.
Mais le baccalauréat, qu'il réussit sans grandes difficultés, ne suffit pas pour intégrer une des Grandes Écoles auxquelles aspire André Weil. Pour y entrer, il faut passer par un concours spécial , auquel les candidats se présentent après un an de classe préparatoire usuellement appelée « taupe ». Weil en profite pour cultiver d'autres centres d'intérêt comme la poésie grecque, et le sanskrit qu'il entretiendra toute sa vie. Un jour, un ami de son père lui présente Sylvain Lévi, alors titulaire de la chaire de langue et de littérature sanskrites au Collège de France, qui initiera Weil à la culture indienne. 
Après un an en taupe, Weil réussit le concours d'entrée à l'école normale supérieure, dans la section Sciences, avec la mention « Très bien » dans toutes les matières, assortie d'une note extraordinaire en mathématiques élémentaires. 
Fort de ses qualités intellectuelles et d'un certain charme, Weil endosse le costume de meneur. Bien qu'il soit le plus jeune de sa promotion, il sort du lot et aucun de ses camarades ne doute de son génie. Grâce à sa formation autodidacte, il a couvert le programme de plusieurs matières de première année de licence et est dispensé de les étudier. Pour satisfaire sa curiosité pour les mathématiques, il accède à la bibliothèque des sciences de l'établissement. Après qu'il s'est plaint au directeur de l'insuffisance des heures d'ouverture, on lui confie un poste non rémunéré d'assistant bibliothécaire, qui l'autorise à posséder sa propre clé de ce paradis. Là, il se plonge dans l'œuvre des Allemands Bernhard Riemann et Felix Klein. La bibliothèque joue un rôle central dans la formation de mathématicien d'André Weil au même titre que le séminaire créé par Jacques Hadamard en 1920. Invité à y assister alors qu'il n'est que normalien de première année, il se positionne immédiatement sur un pied d'égalité avec les autres participants. 
Quand il passe en deuxième année, il a déjà réussi tous les examens de licence et jouit donc d'une liberté totale. Il consacre l'été 1922 à la lecture de la Bhagavad-Gita en version originale, à l'aide d'un dictionnaire et de quelques manuels. Dans ses pages, il rencontre la seule forme de pensée religieuse dont son « esprit pût se satisfaire », comme il l'écrit dans ses mémoires. 
En fin de troisième année, il réussit brillamment le difficile concours d'agrégation — quatre sessions écrites et deux sujets à présenter devant un jury — qui lui ouvre les portes de l'enseignement.

### Le temps des voyages
À la sortie de l'école, la plupart des élèves effectuent leur service militaire, mais Weil n'a pas l'âge minimum requis. Ses facilités linguistiques l'y aidant, il profite donc de son temps libre pour voyager et s'adonner au tourisme. Il commence par passer une année scolaire à Rome, sous la protection du mathématicien et physicien Vito Volterra, grâce à une petite bourse de l'École normale supérieure. Avant d'arriver à Rome, il profite de la beauté de Milan, Bergame, Vérone, Venise, Padoue et Florence. Précédé par son génie, il est accueilli à bras ouverts dans les cercles scientifiques romains.
Il assiste un jour à une conférence sur les équations diophantiennes, présentée par une mathématicienne américaine. Il reçoit d'elle un tiré à part dans la bibliographie duquel figure le nom du mathématicien Louis Mordell, dont les réflexions coïncident avec ses propres réflexions sur les équations diophantiennes. Cette étude ouvre la voie à ses premiers pas de chercheur.
Après avoir passé quelques mois à Rome et grâce au soutien de Volterra, il obtient une bourse de la fondation Rockefeller pour effectuer un séjour de recherche dans la ville allemande de Göttingen, auprès du mathématicien Richard Courant, expert de la théorie des fonctions. 
Il est beaucoup plus sensible aux brillantes idées développées par le groupe d'algébristes de la mathématicienne Emmy Noether, où se distinguent l'Allemand Heinrich Grell et le Néerlandais Bartel Leendert van der Waerden. Il s'initie auprès d'eux à l'algèbre moderne. Il est, en outre, charmé par le fonctionnement interne de ce groupe de mathématiciens « si harmonieusement unis », qui influencera la constitution de Bourbaki. 
Pendant ses voyages en Europe, qui le mènent aussi à Berlin et à Stockholm, Weil sent s'affirmer sa vocation de mathématicien universel sachant, sur tout sujet mathématique, « plus que les non-spécialistes et moins que les spécialistes ». Pendant son séjour en Allemagne, il parvient à démontrer le « théorème de décomposition », qui constituera le premier chapitre de sa thèse. Il se rend compte qu'il peut généraliser le résultat de Mordell dans deux directions : le résultat reçoit le nom de théorème de Mordell-Weil, élément central de la thèse qu'il soutient en 1928. 
Son titre de docteur en poche, il publie sa thèse dans la revue Acta Mathematica à Stockholm, comme le lui avait promis le mathématicien suédois Gösta Mittag-Leffler, quand il avait visité Stockholm quelques années auparavant.
En janvier 1930, André Weil débarque à Bombay et se voit offrir la chaire de mathématiques de l'université musulmane d'Aligarh, avec mission — à 23 ans — d'évaluer ses collègues et proposer leur renvoi ou le renouvellement de leur contrat, dans un milieu pétri d'intrigues de toutes sortes. Loin de se sentir dépassé par la situation, il décide de réunir une équipe de jeunes chercheurs passionnés, capables de changer le destin des mathématiques en Inde. Après avoir constitué son équipe de chercheurs, il entreprend de monter une bibliothèque en faisant l'acquisition en Allemagne d'une collection de livres couvrant toutes les branches des mathématiques, destinée à aider les chercheurs débutants. 
Porté par son enthousiasme, il veut poursuivre sa réforme le plus loin possible et remet en question l'enseignement universitaire et le système d'évaluation, se heurtant de front aux autorités académiques dont il dépend. On lui reproche de vouloir introduire en Inde les mathématiques françaises et on le renvoie peu de temps après, sous prétexte d'irrégularités administratives. 
Ces années passées en Inde joueront un rôle déterminant dans la vie de Weil. Il se familiarise avec les notions d'insoumission et de liberté qui imprégneront sa vision du monde. Après une année à Marseille, en 1933, et pendant six ans, il est nommé maître de conférences à l'université de Strasbourg. C'est durant cette période qu'il anime avec Henri Cartan le groupe Bourbaki et qu'il épouse, en 1937, Éveline de Possel, qui vient de divorcer de René de Possel, autre membre fondateur de Bourbaki.
En tant qu'élève diplômé de l'École normale supérieure, il avait été versé dans le cadre des officiers de réserve. Or, il n'était pas prêt à mourir pour un conflit absurde, selon lui. Il écrit « ...je me sens aussi loin des pacifistes inconditionnels que des patriotes intransigeants, s'il en reste, ou bien des gauchistes fanatiques ». Son plan est de se réfugier en pays neutre, puis d'émigrer aux États-Unis. Sentant souffler un vent de guerre en septembre 1938, il s'enfuit en Suisse, invoquant un prétexte quelconque ; il y reste deux jours, jusqu'à ce que la situation se calme, et rentre directement à Paris. Au vu des circonstances, à l'été 1939, il doit réactualiser son plan et décide de partir en vacances en Finlande avec Éveline et d'y rester si la menace de guerre se précise. Durant une étape, ils louent une maison proche d'Helsinki que possède le mathématicien finlandais Rolf Nevanlinna et son épouse. Éveline revient seule en France, tandis que Weil reste en Finlande. Le 30 novembre 1939, les premières bombes tombent sur Helsinki, marquant le début de la guerre soviéto-finlandaise et Weil est arrêté alors qu'il observe un groupe de mitrailleuses anti-aériennes à Helsinki. Suspecté d'espionnage pour le compte de l'ennemi soviétique, il en est disculpé grâce aux témoignages des mathématiciens finlandais Lars Valerian Ahlfors et Nevanlinna. Le 3 décembre 1939, il est conduit à l'ambassade de France, où il doit expliquer la raison de son séjour dans la capitale finlandaise et confesser sa situation irrégulière, reconnaissant qu'il a fui pour ne pas être mobilisé (l'Allemagne et la France étaient en guerre depuis septembre). André Weil retourne alors en France par la Suède et le Royaume-Uni. Accostant au Havre en janvier 1940, il est emprisonné pour insoumission à la prison Bonne-Nouvelle de Rouen, jugé le 3 mai 1940 et condamné à cinq ans d'emprisonnement. Il fait appel et obtient une suspension de peine moyennant l'envoi dans une unité combattante. Il rejoint comme simple soldat un régiment basé à Cherbourg, où il se rend sans tarder, muni d'une petite valise et accompagné de sa chère Éveline. Peu de temps après, Éveline est contrainte de quitter la région devant l'avancée des Allemands, et lui est transféré au début du mois de juin 1940 à Saint-Vaast-la-Hougue, dans le Cotentin, où il rejoint une compagnie de mitrailleuses anti-aériennes. Weil et ses camarades réussissent à embarquer à bord d'un petit vapeur britannique et le lendemain, ils débarquent à Plymouth, où Weil tente sans succès de mettre ses qualités de mathématicien à disposition de l'armée britannique. Démobilisé, après l'armistice du 22 juin 1940, il revient par la mer vers sa famille à Marseille. Il va jusqu'à Clermont-Ferrand pour rejoindre son épouse, Eveline, restée en zone occupée. En décembre 1940, il se voit offrir un poste de professeur de mathématiques à la New School for Social Research de New York. Ayant réussi à obtenir un visa par l'intermédiaire d'un consul envoyé expressément par le président américain Franklin Delano Roosevelt pour sauver les intellectuels européens, il embarque en janvier 1941 à bord d'un paquebot, en compagnie d'Éveline et de son beau-fils de neuf ans. Après plusieurs escales, ils accostent à New York le 3 mars 1941,.

### L'échec du rêve américain
À l'université de Princeton, il peut discuter de l'hypothèse de Riemann avec ses nombreuses connaissances, mais son casier judiciaire semble le poursuivre et ses collègues le reçoivent avec une certaine froideur. Par chance, malgré l'hostilité du département, il peut toutefois compter sur la présence de deux grands amis, l'Allemand Carl Siegel et le Français Claude Chevalley. Il ne peut rester longtemps à Princeton car le Haverford College lui offre un poste au département de mathématiques, devant lui permettre d'acquérir une expérience d'enseignant au sein du système américain. Le poste n'est pas rémunéré, mais la fondation Rockefeller couvre ses frais. Weil considère cette proposition comme déshonorante, mais la fondation insiste pour qu'il l'accepte. Les cours ne lui prenant pas beaucoup de temps, il peut avancer dans son projet de reformulation des Fondements de la géométrie algébrique qu'il a commencé à la prison de Rouen. En 1942, il réussit à être nommé assistant professor dans une école de Bethlehem en Pennsylvanie, « école d'ingénieurs de bas niveau [...] une machine à distribuer des diplômes sans valeur ». À la même époque — fin aussi de la bourse Rockefeller accordée au mathématicien —, Éveline met au monde la première fille du couple, Sylvie. La situation financière de la famille est fragilisée, mais la créativité mathématique de Weil n'est pas entamée. Pendant son séjour en Pennsylvanie, il peaufine un ensemble d'idées qui joueront un rôle crucial dans le développement de la géométrie algébrique. En 1949, il publie l'article « Nombre de solutions d'équations dans des corps finis », qui change l'histoire de la géométrie arithmétique en posant les jalons des mathématiques du XXe siècle : les conjectures de Weil. Le 9 septembre 1954, alors âgé de 48 ans, il donne lors du Congrès international des mathématiciens, la conférence Abstract vs classical algebraic geometry, où il explique pourquoi ses conjectures doivent être vraies et comment elles peuvent être démontrées à l'aide du théorème du point fixe de Lefschetz. Le Français Alexandre Grothendieck démontrera les deux premières conjectures à la fin des années 1970, la troisième conjecture de Weil sera démontrée en 1973 par son plus brillant élève, le Belge Pierre Deligne. C'est ainsi que le rêve de Weil s'est réalisé.

### Changement de cap
Rien dans la vie d'André Weil ne va comme il le veut. Il n'a pas atteint les grands objectifs à la hauteur desquels il a toujours pensé être : sa famille, le décès de sa sœur Simone, son emploi médiocre, sa désertion, ses erreurs et leurs conséquences. Il lance un appel à l'aide à Hermann Weyl, lui annonçant qu'il a l'intention de quitter son poste à l'université de Bethlehem, quelles qu'en soient les conséquences. Hermann Weyl obtient de la fondation Guggenheim l'octroi d'une bourse devant lui permettre de se consacrer à ses recherches mathématiques. Par chance, le doyen de l'université de São Paulo, André Dreyfus, lui propose la chaire de mathématiques. La famille Weil arrive au Brésil en février 1945. André y retrouve son ami Oscar Zariski. Grâce à son don pour les langues, il apprend rapidement le portugais et donne ses cours d'analyse supérieure dans cette langue dès la deuxième année. Il vit au Brésil des années paisibles et agréables, au cours desquelles il allie l'enseignement, la recherche et ses collaborations au sein de Bourbaki. Sa seconde fille, Nicolette, y voit le jour en 1946, mais il n'envisage jamais de s'installer définitivement au Brésil. Depuis la libération de la France, Weil cherche l'occasion de se rendre à Paris. Son ami Henri Cartan essaie de pousser sa candidature pour qu'il succède à Henri-Léon Lebesgue au Collège de France mais, en 1947, la chaire est confiée à Jean Leray. Weil essaie encore d'obtenir un poste à la Sorbonne, mais Leray s'emploie à l'en écarter.
Depuis plusieurs décennies, le département de mathématiques de l'université de Chicago sombre dans la décadence. Pour y remédier, le président de l'université Robert Maynard Hutchins offre à André Weil la chaire de mathématiques assortie d'un salaire à la hauteur de son prestige. La famille Weil arrive à Chicago à l'automne 1947. Autour de Weil, le chef du département des mathématiques bâtit un département qui réussit à attirer de grandes figures internationales, telles que Shiing-Shen Chern, Antoni Zygmund ou Saunders Mac Lane. Outre la poursuite de ses travaux en géométrie algébrique et de rédaction pour Bourbaki, Weil perpétue la tradition du séminaire Hadamard et crée un cours intitulé « Mathematics 400 », où les étudiants doivent présenter un article de recherche récent qui porte sur un sujet extérieur à leur domaine d'étude.
Lors d'un symposium à Tokyo à la mi-août 1955, il rencontre un jeune mathématicien japonais, diplômé deux ans plus tôt, qui lui fait forte impression. Yutaka Taniyama lui présente trente-six problèmes, dont une époustouflante généralisation d'un résultat, apparemment fortuit, proposé par le mathématicien allemand Martin Eichler un an plus tôt. Le jeune mathématicien japonais ne peut malheureusement pas voir la portée de cette idée prophétique car il se suicide trois ans plus tard. Ses intuitions seront précisées par Weil et Goro Shimura et portent aujourd'hui le nom de théorème de modularité ou théorème de Shimura-Taniyama-Weil. En 1957, on propose à Weil de remplacer le légendaire John von Neumann, récemment décédé, au département de mathématiques de l'Institute for Advanced Study de  Princeton, qu'il rejoint en septembre 1958.

### Princeton
L'institut d'études avancées de Princeton attend seulement des chercheurs qu'ils suivent leur propre rythme de travail, sans avoir de comptes à rendre à qui que ce soit. L'arrivée de Weil enrichit immédiatement les débats et les réunions du corps enseignant. Le mercredi, il conduit un séminaire Hadamard, prolongement de celui de Chicago. Il occupe également pendant quelques années le poste de rédacteur en chef de la prestigieuse revue Annals of Mathematics. Par ailleurs, il ne tarde pas à devenir la bête noire des directeurs de l’Institut : le premier à s'attirer ses foudres est le physicien Robert Oppenheimer, père de la première bombe atomique, qui considère les professeurs de l'Institut comme des bons à rien. Après son départ à la retraite en 1976, Weil conserve un lien avec l'Institut.

### Dernières années
Au cours des dernières années de sa vie, il décide de se consacrer à l'histoire des mathématiques. Ce sujet l'a toujours passionné, comme le prouvent les introductions historiques jointes à tous les ouvrages de Bourbaki, généralement rédigées par ses soins. Il en profite aussi pour éditer ses œuvres scientifiques en trois volumes. Son épouse Éveline meurt le 24 mai 1986 et, avec elle, l'envie de vivre d'André. Ils ont partagé plus de cinquante ans de vie commune et elle a été son éternelle compagne, en dépit du peu de sympathie que lui témoigne la famille Weil. Après la mort d'Éveline, la santé de Weil décline. Il perd progressivement la vue et l'ouïe et chute fréquemment. À plus de 80 ans, il se rend encore régulièrement à l'I.A.S. Le 6 août 1998, il meurt paisiblement dans sa demeure de Princeton.

## Travaux
Il laisse des contributions remarquables dans nombre de domaines, et en premier lieu en géométrie algébrique et en théorie des nombres. Son travail doctoral conduit au théorème de Mordell-Weil. Il formule l'argument de descente infinie, et pour ce faire, il définit une mesure de la taille des points rationnels d'une variété algébrique ; et il jette les bases de la cohomologie galoisienne, qui ne sera appelée ainsi que deux décennies plus tard. Ces deux aspects ont largement été développés depuis pour devenir des objets centraux de la géométrie algébrique actuelle.
Dans les années 1930, il fournit une preuve du théorème de Riemann-Roch, à la suite des travaux de Claude Chevalley.
Parmi ses plus grands travaux figure la preuve donnée en 1940, en prison, de l'hypothèse de Riemann pour les fonctions zêta des courbes sur les corps finis. Les conjectures de Weil ont largement influencé les géomètres algébristes depuis 1950 ; elles seront prouvées par Bernard Dwork, Alexandre Grothendieck (qui, pour s'y attaquer, mit sur pied un gigantesque programme visant à transférer les techniques de topologie algébrique en théorie des nombres), Michael Artin et enfin Pierre Deligne qui démontre, en 1973, l'hypothèse de Riemann sur les corps finis, partie la plus profonde des conjectures d'André Weil.
En topologie générale, il introduit le concept d'espace uniforme. Son travail sur les faisceaux a été très peu publié, mais apparaît dans ses correspondances avec Henri Cartan à la fin des années 1940.
Plus basiquement, il a introduit la notation {\displaystyle \varnothing } pour l'ensemble vide,.

## Œuvres
Ses livres eurent une grande influence.
- Sur les espaces à structure uniforme et sur la topologie générale (1937)
- L'intégration dans les groupes topologiques et ses applications (1940)
- Foundations of Algebraic Geometry (1946)
- Sur les courbes algébriques et les variétés qui s’en déduisent (1948)
- Variétés abéliennes et courbes algébriques (1948)
- Introduction à l'étude des variétés kählériennes (1958)
- Discontinuous subgroups of classical groups (1958) Chicago lecture notes
- Basic Number Theory (1967)
- Dirichlet Series and Automorphic Forms, Lezioni Fermiane (1971) Lecture Notes in Mathematics, vol. 189,
- Essais historiques sur la théorie des nombres (1975)
- Elliptic Functions According to Eisenstein and Kronecker (1976) : relecture des travaux du mathématicien Gotthold Eisenstein
- Œuvres Scientifiques, Collected Works, three volumes (1979)
- Number Theory for Beginners (1979) avec Maxwell Rosenlicht
- Adeles and Algebraic Groups (1982)
- Number theory, an approach through history from Hammurapi to Legendre (1984) : il cherche à expliquer ce qu'il a appris à la lecture de Pierre Fermat et de Leonhard Euler [détail des éditions][29]
- Souvenirs d’apprentissage, Birkhäuser (1991).  (ISBN 3-7643-2500-3)

## Distinctions
- Membre de l'Académie des sciences
- Membre de la National Academy of Sciences aux États-Unis
- En 1966, il est élu membre de la London Mathematical Society et de la Royal Society of London
- En 1979, il reçoit le prix Wolf de mathématiques, attribué pour la deuxième année à deux mathématiciens remarquables, mais il a la malchance de partager cette distinction avec son ennemi juré, le Français Jean Leray
- En 1980, l'American Mathematical Society lui remet le prix Leroy P. Steele
- En 1994, lauréat du prix de Kyoto pour sa contribution à la promotion des mathématiques japonaises, récompense qu'il partage avec Akira Kurosawa

Mais ces distinctions n'auront jamais une grande importance aux yeux de Weil. D'ailleurs, le seul honneur qui figure dans sa biographie est celui de « membre de l'Académie royale de Poldévie », un pays imaginaire où aurait enseigné le tout aussi imaginaire mathématicien Nicolas Bourbaki.